# Casa Alexander Chapoton
La casa de Alexander Chapoton es una casa adosada de estilo Reina Ana ubicada en 511 Beaubien Street en el Downtown de Detroit, la ciudad más poblada del estado de Míchigan (Estados Unidos). Fue incluida en el Registro Nacional de Lugares Históricos y designada Sitio Histórico del Estado de Míchigan en 1980.

## Alexander Chapoton

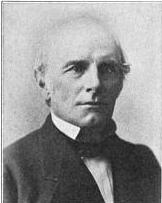
Alexander Chapoton

Alexander Chapoton era descendiente de una de las primeras familias de europeos en instalarse en Detroit. Su antepasado Jean Chapoton fue cirujano en el ejército francés y fue asignado a Fort Pontchartrain, llegando en 1719. Jean permaneció en Detroit hasta su muerte en 1762.
Años más tarde, el descendiente de Jean, Alexander Chapoton, heredó el negocio de albañilería de su padre Eustache y una fortuna para acompañarlo. Más tarde amplió su negocio y se convirtió en un importante contratista en Detroit, ayudando a construir varios bloques comerciales y residencias, incluido el Globe Tobacco Building. También sirvió en la Junta de Aguas y fue nombrado miembro de una comisión que seleccionó a un arquitecto para el Capitolio del Estado de Míchigan. El hijo de Chapoton, Alexander Jr., se unió al negocio familiar y eventualmente heredó una fortuna mayor que la de su padre.
Chapoton construyó esta casa a fines de la década de 1870 como propiedad de alquiler. Sin embargo, el propio Chapoton vivió en la casa hasta su muerte en 1893.

## Casa
La casa es un edificio de ladrillo de tres pisos con sus cimientos colocados en el borde de la acera. El sótano revestido de piedra eleva el primer piso varios pies del suelo. La fachada es asimétrica, con un primer piso de tres tramos de diferente altura. Las campanas de ladrillo y piedra de las ventanas varían de un piso a otro. Se cree que el primer y el segundo piso alguna vez estuvieron separados por paneles de hierro fundido que se quitaron durante la renovación.
El plano de planta interior es inusual, con espacio para la sala de estar victoriana. El interior aún conserva la moldura original, la escalera y la chimenea del salón.

## Años posteriores
Cuando se construyó esta casa, era una más de una hilera de casas similares en Beaubien. Tiempo después de la construcción de la casa, el área a su alrededor fue despejada para el desarrollo comercial. El desarrollo fue especialmente frecuente en las décadas de 1960 y 1970; como resultado, solo quedan unas pocas casas en hilera. La Casa Alexander Chapoton es uno de los últimos ejemplos de casas adosadas de estilo Reina Ana en la ciudad.
La casa fue utilizada como pensión durante varias décadas. En la década de 1980 fue comprada y renovada. Actualmente, el primer piso es una galería de arte, los estudios están ubicados en el sótano y las oficinas están en los pisos superiores.